# Agios Ermolaos
Agios Ermolaos (in greco Άγιος Ερμόλαος?; in turco Şirinevler) è un villaggio di Cipro, situato 5 km a est di Kontemenos. È sotto il controllo de facto di Cipro del Nord, dove appartiene al distretto di Girne, mentre de iure appartiene al distretto di Kyrenia della Repubblica di Cipro. Sino al 1974 era un villaggio a maggioranza greco-cipriota. 
La sua popolazione nel 2011 era di 368 abitanti.

## Geografia fisica
Il villaggio si trova a 20 km a nord-ovest della capitale Nicosia e a 2 km a sud di Sysklipos/Akçiçek. Agios Ermolaos si trova sulle pendici meridionali della catena montuosa di Kyrenia.

## Origini del nome
Il villaggio prende il nome da un santo che fu vescovo della Karpasia al tempo del Concilio di Calcedonia del 471 d.C.. Ermolaos significa anche "eremita del deserto". I turco-ciprioti hanno chiamato il villaggio Ayirmola fino al 1975, quando hanno cambiato il nome in Şirinevler, che significa "case carine".

## Società

### Evoluzione demografica
Nel censimento ottomano del 1831 i musulmani costituivano quasi gli unici abitanti del villaggio. Goodwin sostiene che tra il 1600 e il 1830 il villaggio era musulmano. Tuttavia, tredici anni dopo l'inizio dell'amministrazione britannica nell'isola, la percentuale di musulmani nella popolazione era scesa al 28%. Questa percentuale diminuì gradualmente durante la prima metà del XX secolo. Nel 1960, quando l'isola ottenne l'indipendenza, i greco-ciprioti costituivano quasi il 96% della popolazione del villaggio.
A causa delle lotte intercomunitarie, nel marzo 1964 tutti i turco-ciprioti fuggirono dal villaggio e si rifugiarono ad Agirda/Ağırdağ e Fotta/Dağyolu, dove rimasero fino al 1974, quando vennero trasferiti nuovamente nel loro villaggio.
Lo spostamento di tutti i greco-ciprioti da questo villaggio avvenne nel 1974, quando tutti i greco-ciprioti di Agios Ermolaos fuggirono dall'avanzata dell'esercito turco nel mese di luglio e cercarono rifugio a sud. Attualmente i greco-ciprioti di Agios Ermolaos sono sparsi in tutto il sud dell'isola. Il numero dei greco-ciprioti di questo villaggio sfollati nel 1974 era di circa 520 (508 nel 1973).
Oltre ai turco-ciprioti originari di Ayios Ermolaos che sono tornati nel 1974, ci sono sfollati turco-ciprioti provenienti da Deneia, dalla città di Paphos e da vari villaggi del distretto di Paphos come Amargeti/Amarget, Souskiou/Susuz, Vretsia/Dağaşan e Faleia/Gökçebel. Ci sono anche quattro o cinque famiglie provenienti dalla Turchia che si sono stabilite nel villaggio alla fine degli anni Settanta. Secondo il censimento del 2006, la popolazione del villaggio era di 427 abitanti.